# Quararibea asterolepis
Quararibea asterolepis är en malvaväxtart som beskrevs av Henri François Pittier. Quararibea asterolepis ingår i släktet Quararibea och familjen malvaväxter. Inga underarter finns listade i Catalogue of Life.